# Distretto di Zhanyi
Il distretto di Zhanyi (沾益区S, Zhānyì QūP) è un distretto della Cina, situato nella provincia di Yunnan e amministrato dalla prefettura di Qujing.